# Bomsarvet
Bomsarvet är en tätort i Gagnefs distrikt i Gagnefs kommun. Bebyggelsen utgjorde före 2023 av en av SCB avgränsad och namnsatt småort benämnd Västtjärna, Östtjärna och Gruvan som 2023 av SCB omklassades och namnändrades. Den omfattar bebyggelse i grannbyarna Västtjärna och Östtjärna. Byarna omger sjön Edstjärnen, där ett gemensamt byabad finns öppet för allmänheten. Vägen genom orten är utformad som en bymiljöväg. 
Gagnefs Baptistförsamling har funnits i bygden sedan 1868, och har idag sitt kapell på Digeråkern i Östtjärna.